# Slobodna Država Rijeka
Slobodna Država Rijeka (tal. Stato Libero di Fiume) bila je slobodna država koja se prostirala na površini od 20,8 km2 i imala oko 52.000 stanovnika. Osnovana je 1920. godine temeljem Rapalskog ugovora između Kraljevine Italije i Kraljevine Srba, Hrvata i Slovenaca. Odluke dviju susjednih država podržale su velike sile i većina stanovnika grada, pri čemu su Hrvati u okolnostima kada nije bilo moguće ujedinjenje s preostalim dijelom Hrvatske radije podupirali pobornike nezavisne riječke države, nego da podupiru talijanske nacionaliste koji su se zalagali za sjedinjenje s Italijom. 
Odluku o formiranju državice na čijem je području živjelo oko 24.000 ljudi koji su se služili talijanskim kao materinskim jezikom usred etnički homogenog hrvatskog područja podržali su i pripadnici brojnih zajednica riječkih Mađara (oko 6500), Nijemaca (oko 2000). Područje male tampon države obuhvaćalo je teritorij koji je uživao autonomiju u odnosu na okolne države još od 1779. godine. 
Država je postojala de facto oko godinu dana, a de iure do 1924. godine kada ju je anektirala Kraljevina Italija. Čin aneksije neki do danas osporavaju jer nije međunarodno pravno priznat, a službeno su ga priznale jedino Kraljevina Italija i Kraljevina SHS.

## Povijest
Rijeka je prvi put dobila autonomiju 1719. kada je proglašena slobodnom lukom odlukom cara Karla VI. Godine 1779., za Marije Terezije, osnovan je Corpus separatum. Od tada pa do 1924. godine Rijeka postoji kao autonomni entitet. Grad kratkotrajno gubi autonomiju 1848. nakon što ga je ban Jelačić sjedinio s ostatkom Kraljevine Hrvatske, ali je ponovno stiče 1868. kada dolazi pod ugarsku krunu kao izdvojeno tijelo ili Corpus separatum.
U gradu su živjeli Hrvati, Talijani, Slovenci i Mađari, ali i druge nacionalnosti. Nacionalna se pripadnost mijenja od popisa do popisa stanovništva, jer austrijske vlasti zapravo i ne pitaju za etničku pripadnost, nego za jezik kojim se osoba služi. Poseban status grada između nekoliko država vremenom stvara pojavu fiumanstva kao nacionalnog opredjeljenja znatnog dijela stanovništva. Službeni su jezici bili mađarski i njemački, poslovna komunikacija obavljala se na talijanskom jeziku. U obiteljima na užem području grada se 1920.-ih godina većinom govorio fiumanski,  talijanski dijalekt s nešto posuđenica iz čakavskog: njime su govorili kako etnički Talijani, tako i etnički Hrvati - te se među 24 tisuće osoba kojima je talijanski materinji jezik ubraja i znatan broj etničkih Hrvata kojima je taj jezik bio glavni jezik komunikacije. U područjima oko grada govorila se hrvatska čakavica: predgrađa Rijeke predstavljaju dio čakavskog područja koje spada u etnički najhomogenije pokrajine nastanjene Hrvatima.
Odmah nakon kraja I. svjetskog rata vrši se sustavni pritisak radi iseljavanja ne-talijana i doseljavanja novih Talijana iz Italije. Već sredinom 1919. godine Consiglio Nazionale otpušta iz službe 270 željezničara ne-talijana i zamjenjuje ih osobljem pridošlim iz Italije. Prije njih iz službe su uklonjeni svi "Jugoslaveni" zaposleni u pošti, lučki radnici, zaposlenici lučke uprave i carine, te svih financijskih institucija (porezna uprava, banke i sl.). Većina "Jugoslavena" biva prisiljena potražiti posao izvan Rijeke i odseliti se sa svojim obiteljima.

## Politika
Nakon 1. svjetskog rata i raspada Austro-Ugarske, pitanje statusa grada Rijeke, tzv. riječko pitanje, postaje veliki međunarodni problem. U jeku spora između Kraljevine SHS i Kraljevine Italije, međunarodne sile zagovaraju uspostavu nezavisne tampon države. Američki predsjednik Woodrow Wilson postaje arbitar u jugoslavensko-talijanskom sporu oko grada. Predlaže da se grad Rijeka stavi pod međunarodni patronat Lige naroda ili pet velikih sila, ali taj plan nije bio usvojen Peace Conference.
U samom gradu dolazi do bezvlađa pa grad u vrlo kratkom vremenu prelazi iz ruke u ruku Južnoslavenskog nacionalnog komiteta i talijanskog nacionalnog vijeća da bi se na kraju anglo-francuske trupe iskrcale s ratnog broda i zaposjele grad. Takvu konfuznu situaciju koristi slavni talijanski pjesnik i pukovnik ratnog zakoplovstva (i glavni inspirator fašističkog pokreta u nastanku) Gabriele D'Annunzio koji 12. rujna 1919. godine zaposjeda grad - na čelu oko 2500 talijanskih vojnika koji su se odmah nakon demobilizacije ponovo naoružali i ustrojili u zeleđu Trsta - te proglašava paradržavu Talijansku regenciju Kvarnera, koja obuhvaća grad i sasvim malo prigradsko područje od oko 20 četvornih kilometara.
Dana 12. studenoga 1920., Kraljevina Italija i Kraljevina SHS potpisuju Rapallski ugovor kojim obje strane priznaju 'potpunu slobodu nezavisnost Države Rijeka i obavezuju se da će to vječno poštivati'. Tim činom stvorena je Slobodna Država Rijeka koja će de facto postojati jednu, a de iure četiri godine. Istočno predgrađe Rijeke - Sušak - i njegova luka pripale su Kraljevini SHS. Novostvorenu državu odmah priznaju sve svjetske sile uključujući SAD, Francusku i Veliku Britaniju.   
S obzirom na to da je Gabriele d'Annunzio odbio sa svojim vojnicima napustiti grad, grad su "oslobodile" talijanska vojska i mornarica, u petodnevnim borbama (Krvavi Božić 24. – 29. prosinca) uz po dvadesetak talijanskih vojnika poginulih na svakoj od sukobljenih strana. Ta je vojna akcija poslužila je kao razlog uspostave talijanskog vojnog garnizona u gradu. D'Annunzijevi vojnici nakon borbi slobodno odlaze iz grada, a sam D'Annunzio potom odlazi 13. siječnja 1921. godine; dozvoljeno mu je da sa sobom ponese mnoštvo umjetnina i drugih dragocjenosti. Za zasluge u pripojenju Rijeke Italiji, dobit će 1924. godine od kralja nasljedni naslov Princa od Snježnika (Principe di Montenevoso) - tj. najvišu plemićku titulu koju jedan kralj uopće može dodijeliti.  
Godine 1921. održavaju se prvi parlamentarni izbori na kojima se suprotstavljaju autonomaši i nacionalni pro-talijanski blok. Autonomna stranka (uz podršku i većine glasova riječkih Hrvata, koji su radi podržavali riječku samostalnu državu, nego da daju glas strankama koje žele pripojenje Italiji) dobiva 6558, a nacionalni blok (fašistička, liberalna i demokratska stranka) 3443 glasova. Predsjednik države u listopadu 1921. godine postaje šef Autonomne stranke Riccardo Zanella. 
Nakon samo 4 mjeseca Zanelline vlasti, 3. ožujka 1922. fašisti – tj. d'Annunzijeve pristalice – izvode puč (Mussolini u listopadu 1922. godine osvaja vlast i u samoj Italiji), a legalna Vlada bježi u Kraljevicu. Godine 1924. Rimskim ugovorom Kraljevina SHS pristaje na priključenje Rijeke Italiji, dok Vlada SDR taj čin smatra međunarodno pravno ništetnim te nastavlja djelovati u izgnanstvu.

## Ostavština
Kapitulacijom Italije riječko pitanje ponovno postaje aktualno te grupa građana 1944. godine objavljuje 'Liburnijski memorandum' kojim se predlaže konfederalna država s tri kantona - Rijekom, Sušakom i Bistricom. Otoci Krk, Cres i Lošinj ušli bi u zajednički kondominij. Predsjednik riječke Vlade u egzilu Riccardo Zanella traži ponovnu uspostavu Slobodne Države Rijeke jer talijanska aneksija 1924. godine nije bila međunarodno priznata. 
Tome se suprotstavlja komunistička jugoslavenska vlast koja 3. svibnja 1945. godine oslobađa grad od njemačke okupacije. Prvi dani nove vlasti obilježavaju masovna strijeljanja aktivista Autonomne stranke iako su oni od 1943. većinom financijski podupirali antifašistički pokret. Mirovnim ugovorom u Parizu 1947. godine, Rijeka je uz Istru službeno pripojena Hrvatskoj i Jugoslaviji. Veliki broj Riječana odlazi u izgnanstvo dijelom zbog nacionalnih, dijelom zbog ideoloških razloga te po svijetu osnivaju Slobodne riječke općine.
Riječki gradski simbol dvoglavi orao čija je upotreba bila zabranjena i od fašističkog i od komunističkog režima vraća se u gradsku upotrebu tek 1998. godine. Krajem 2004. godine grupa građana Rijeke osniva organizaciju Virtualna Slobodna Država Rijeka s namjerom okupljanja Riječana - Fiumana u Rijeci i širom svijeta na tradicijama riječkog posebnog identiteta.

## Vanjske poveznice
- Riječki guverneri[neaktivna poveznica]
- Podaci o Rijeci
- Gradovi države  Arhivirana inačica izvorne stranice od 15. prosinca 2005. (Wayback Machine)
- Rijeka u Austrugarskoj  Arhivirana inačica izvorne stranice od 3. ožujka 2014. (Wayback Machine)